# Беришвили, Павел Абрамович
Павел Абрамович Беришвили (груз. პავლე აბრამის ძე ბერიშვილი, 1891, Они, Рача-Лечхуми и Квемо-Сванети — 17 ноября 1937, Тбилиси) — грузинский политик, член Учредительного собрания Грузии (1919—1921).

## Биография
Родился в крестьянской семье.
Окончил гражданское училище в Они. Позже изучал металлообработку и живопись в Техническом училище в Баку. В Баку познакомился с социал-демократами и, в частности, с Иосифом Джугашвили (Сталиным). 
С 1905 года член меньшевистской фракции Российской социал-демократической рабочей партии. Переехал в Петербург, работал на заводе. После начала Первой мировой войны добровольцем ушёл на фронт, вёл партийную работу среди солдат.
После февральской революции 1917 года работал в Закавказском, а затем и в Грузинском совете профсоюзов.
Был главой социал-демократической организации рабочих шахты в Чиатуре.
12 марта 1919 года был избран членом Учредительного собрания Демократической Республики Грузия по списку Социал-демократической рабочей партии Грузии. 
В 1921 году, после советизации Грузии, остался в Грузии и присоединился к движению сопротивления. Был арестован в Кутаиси в 1922 году.
31 января 1923 года вместе с 67 политзаключёнными содержался в различных лагерях на территории РСФСР, отбывал наказание в Туруханске.
В 1926 году, после истечения срока, был сослан в Центральную Азию на три года. Работал на хлопковой фабрике и был досрочно освобожден за добросовестный труд.
Возвратившись в Грузию работал в городской коммунальной службе и возглавлял нелегальные организации.
Был арестован в мае 1929 года в Мцхете; помещён в суздальскую политическую тюрьму на три года.
После освобождения был выслан в Сибирь. Проживал в Енисейске. Арестован 22 февраля 1933 года, обвинялся по статьям 58-10, 58-11 УК РСФСР. Осуждён 29 октября 1933 года, в качестве наказания зачтён срок предварительного заключения.
Вернулся в Грузию в 1935 году. Работал на строительстве Джеджорской ГЭС в Они, затем мастером цеха на добывающем предприятии. Снова арестован в 1937 году. Обвинялся в антисоветской агитации, в выступлениях против «стахановского движения», принадлежности к меньшевикам (утверждал, что «меньшевик был и всегда будет»). Приговорён к смертной казни, 17 сентября, в ночь после вынесения приговора, расстрелян.